# Joe Armon-Jones

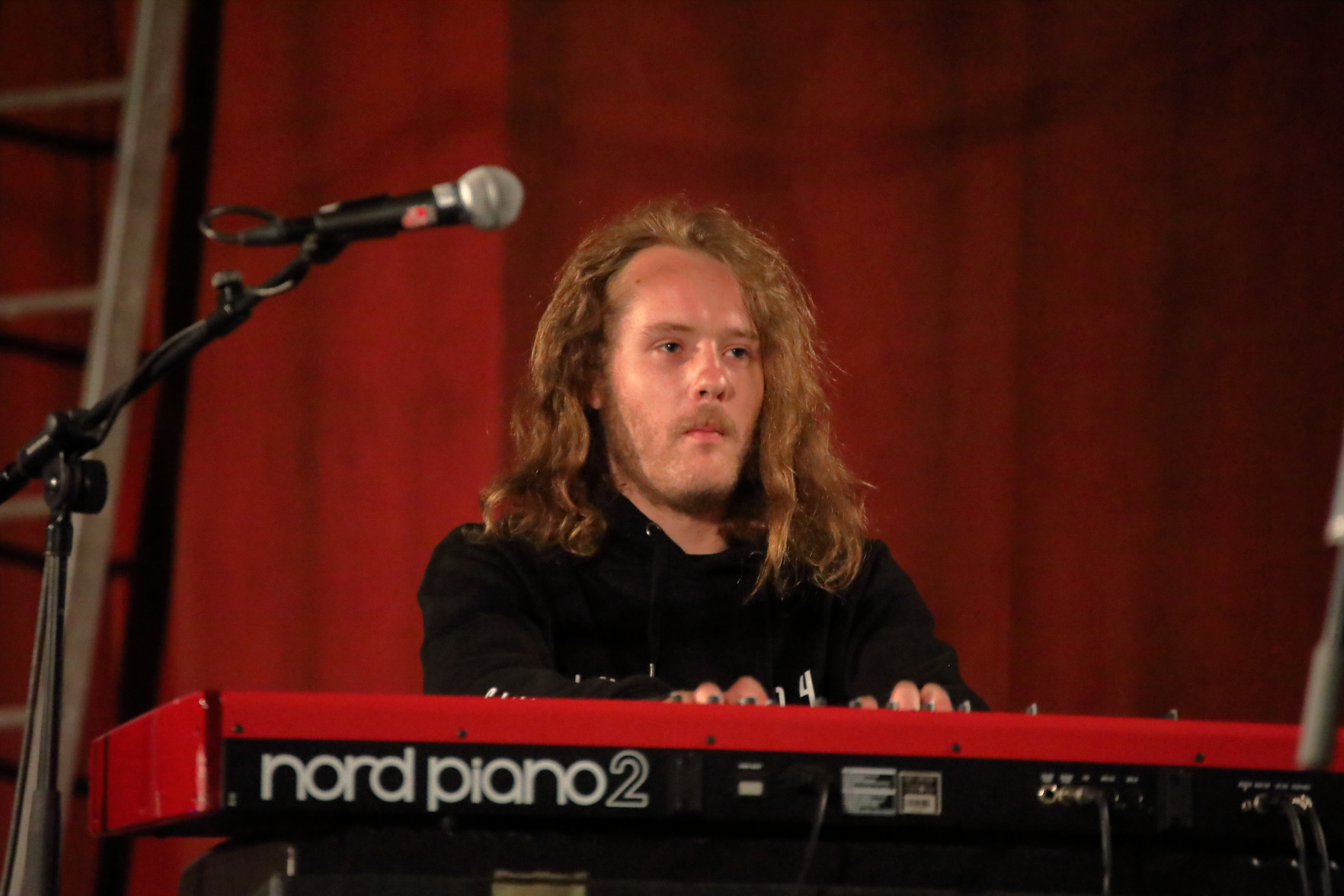
Joe Armon-Jones

Joe Armon-Jones (* 1994 in Oxfordshire) ist ein britischer Fusionmusiker (Keyboards, Komposition), der in der Jazz-, R&B- und Hip-Hop-Szene Londons eine aktive Stellung einnimmt.

## Leben und Wirken
Armon-Jones stammt aus einer Musikerfamilie. Seine Eltern hatten eine eigene Band, in der seine Mutter sang und sein Vater Klavier spielte. Im sechsten Lebensjahr begann er mit dem Klavierunterricht. Mit zwölf Jahren lernte er das Improvisieren. Über den Progressive Rock kam er zum Jazz und beschloss früh, professioneller Musiker zu werden. Ab 2011 besuchte er den Bachelorstudiengang Jazzpiano am Trinity Laban Conservatoire of Music and Dance, den er 2016 mit Auszeichnung abschloss.
Noch während des Studiums spielte Armon-Jones bei den Tomorrow’s Warriors um Gary Crosby und fungierte als Pianist für Jasmine Powers Stories & Rhymes. 2016 war er Gründungsmitglied des preisgekrönten Quintetts Ezra Collective, mit der er mehrere EPs und das Album You Can’t Steal My Joy vorgelegt hat und bis 2020 immer wieder auf Tournee war. Zudem spielte er Klavier oder andere Tasteninstrumente in den Bands von Nubya Garcia und Theon Cross. Daneben leitet er eigene Bands, denen eine „lässige und coole Neudefinition von Jazz & Soul“ nachgesagt wird; 2017 legte er seine EP Idiom vor (auf der sowohl Maxwell Owin als auch Oscar Jerome zu hören sind), der 2018 sein Debütalbum Starting Today mit den Gästen Asheber, Ego Ella May und Oscar Jerome auf Gilles Petersons  Label Brownswood folgte. 2019 veröffentlichte er unter eigenem Namen zunächst die EP Icy Roads und dann das Album Turn to Clear View mit einer Studioband, zu der Boyd, Jerome, Dylan Jones und Garcia gehörten; Gastsänger waren Georgia Anne Muldrow, Asheber, Jhest und Obongjayar. Weiterhin hat er mit Daniel Casimir, Makaya McCraven, Moses Boyd, dem SEED Ensemble und Pharoahe Monch gearbeitet. Er ist auch auf Binker Goldings Abstractions of Reality Past & Incredible Feathers (2019) und dem Album Rejoice (2020) von Tony Allen und Hugh Masekela zu hören.